# Venezianische Epigramme

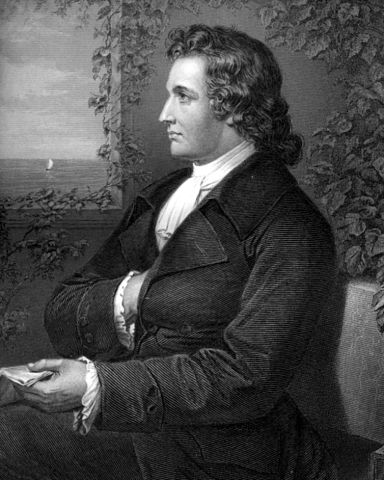
Georg Melchior Kraus: Goethe um 1775

Bei den Venezianischen Epigrammen handelt es sich um Sinngedichte von Johann Wolfgang von Goethe, die er im Frühjahr 1790 zumeist in Venedig nach dem Vorbild des Martial verfasste. Er kommentiert darin europäische Zustände und Zeitgeschichte. Den Großteil dieser Bonmots und Spottgedichte veröffentlichte er anonym und in abgeschwächter Form in Friedrich Schillers Musen-Almanach für das Jahr 1796.
Die Epigramme behandeln sowohl den konkreten Ort Venedig als auch „einen davon abgehobenen übertragenen Raum“.

## Venedig

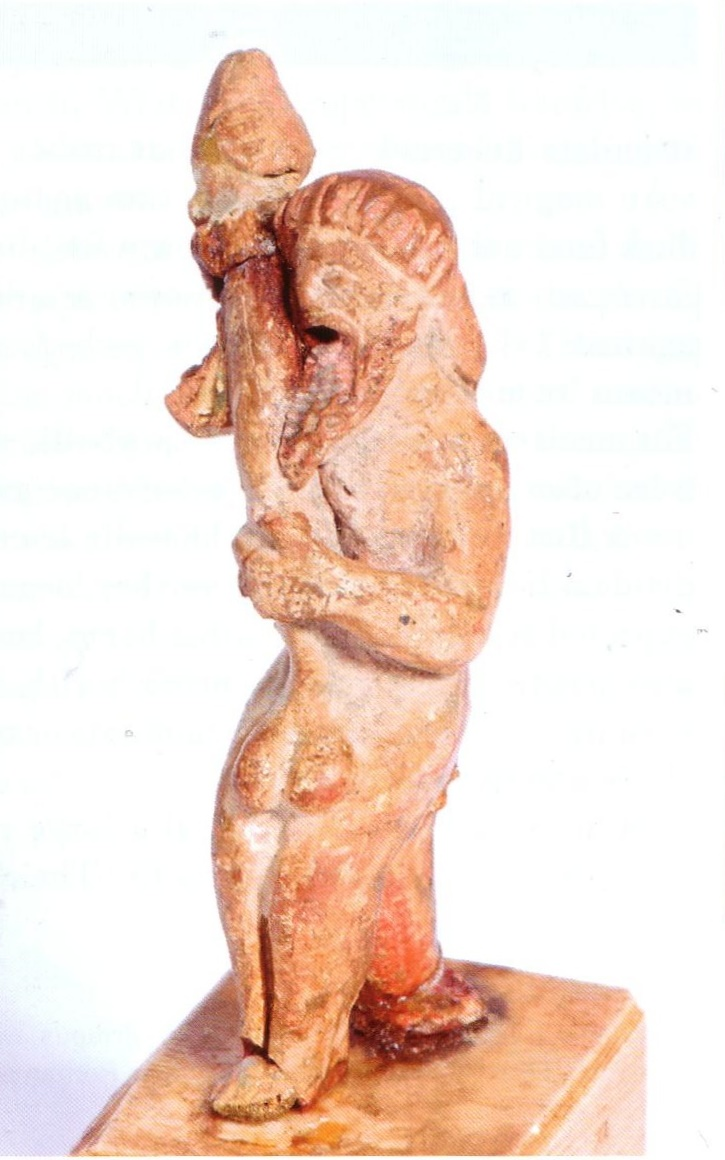
Priapus mit seinem Phallus (etruskisch vor 100 v. Chr.)

Für Goethe war die Reise nach Venedig, ihm auferlegt, um Anna Amalia auf ihrer Heimreise aus Italien zu begleiten, eine unerwünschte Unterbrechung seines Lebens in Weimar. In einem Brief vom 3. April 1790, also kurz nach der Ankunft am 31. März, schrieb er an Karl August: „Übrigens muß ich im Vertrauen gestehen, daß meiner Liebe für Italien durch diese Reise ein tödlicher Stoß versetzt wird. […] Die erste Blüte der Neigung und Neugierde ist abgefallen […] Dazu kommt meine Neigung zu dem zurückgelaßnen Erotio und zu dem kleinen Geschöpf in den Windeln.“ – Der überwiegend unfreundliche Ton der Epigramme wird von Goethe in einem Brief, den er am 10. Juni 1796 aus Weimar an Schiller schreibt, mit „Haß“ motiviert. Goethe weilte ein Jahr zuvor wider Willen in dem italienischen „Stein- und Wasserneste“.

## Martial
Mit den Epigrammen folgte Goethe antiken Vorbildern und wies ausdrücklich darauf hin.  Der Edition im Musenalmanach stellte er ein lateinisches Martialzitat voraus: „Nach Mensch schmeckt unser Papier.“ Themen sind also nicht Mythologisches und Phantastisches, sondern das Leben mit Fehlern behafteter Menschen: „Warum treibt sich das Volk so und schreit? Es will sich ernähren, / Kinder zeugen, und die nähren, so gut es vermag. / Merke dir, Reisender, das, und thue zu Hause desgleichen! / Weiter bringt es kein Mensch, stell' er sich, wie er auch will.“. Ein zweites Motto, von Horaz und der gleichen Edition auf Lateinisch beigegeben, bezieht sich auf die z. T. unfertige und flüchtige Ausarbeitung manches der Epigramme: „Sobald ich Muse habe, bringe ich etwas spielerisch leicht zu Papier. Dies ist von meinen harmlosen Fehlern einer.“ In einem Werkverzeichnis aus dem Jahr 1823 für den abgedankten König von Holland Louis Bonaparte nannte Goethe die Epigramme Epigrammes Vénitiens d’après le sens de Martial (Venezianische Epigramme nach Art des Martial).
Goethe schöpfte aus Martials streckenweise anstößigen Zeilen auch dank Andreas Naugerius’ Überlieferung. Sein Grundsatz beim Studium Martials war, dass er den Menschen an seinen Fehlern erkenne.

## Rezeption
- Richard Friedenthal konstatierte, dass Goethes Italiensehnsucht anno 1790 verflogen sei. Goethe fühle sich „heidnisch frei“[9], bringe seine „leichtesten und losesten Erlebnisse“[10] ein und spreche sich gegen die französischen Vorkommnisse[11] aus. Notdürftig verhüllt werde das Christentum verspottet.[12]
- Gero von Wilpert stuft die Venetianischen Epigramme als inhomogenes Nebenwerk ein, das nicht nur günstig und wohlwollend aufgenommen wurde.
- Karl Otto Conrady geht auf Goethes Beobachtung der venezianischen Gauklerin Bettine (Epigramme 36 bis 47) und auf Goethes Lobdichtung ein.